# Districte de Gondola
El districte de Gondola és un districte de Moçambic, situat a la província de Manica. Té una superfície de 5.290 kilòmetres quadrats. En 2007 comptava amb una població de 81.002 habitants. Limita al nord amb els districtes de Macossa i Báruè, a l'oest amb el districte de Manica, al sud amb els districtes de Sussundenga i Buzi de la província de Sofala, a l'est amb el districte de Nhamatanda també de la província de Sofala, i al nord-est amb el districte de Gorongosa a la província de Sofala.

## Divisió administrativa
El districte està dividit en set postos administrativos (Amatongas, Cafumpe, Gondola, Inchope, Macate, Matsinho i Zembe), compostos per les següents localitats:
- Posto Administrativo de Amatongas:
  - Amatongas
  - Nhambonda
  - Pindanganga
- Posto Administrativo de Cafumpe:
  - Benga
  - Chiungo
  - Cuzuana
- Posto Administrativo de Gondola:
  - Gondola
- Posto Administrativo de Inchope:
  - Doeroi
  - Inchope
  - Muda Serração
- Posto Administrativo de Macate:
  - Chissassa
  - Macate
  - Maconha
  - Marera
- Posto Administrativo de Matsinho:
  - Chimera
  - Matsinho
- Posto Administrativo de Zembe:
  - Boavista
  - Charonga